# Гребенцы (Львовская область)
Гребенцы (укр. Гребінці) — село в Куликовской поселковой общине Львовского района Львовской области Украины.
Население по переписи 2001 года составляло 414 человек. Занимает площадь 9,07 км². Почтовый индекс — 80362. Телефонный код — 3252.